# John Willem Nicolaysen Gran
John Willem Nicolaysen Gran, OCSO (ur. 5 kwietnia 1920 w Bergen, zm. 20 marca 2008 w Paryżu) – norweski duchowny katolicki, biskup Oslo w latach 1964–1983.

## Życiorys
Początkowo robił karierę po Europie jako śpiewak operowy. Był też ateistą. Przez pewien czas przejawiał zainteresowanie buddyzmem. Po zajęciu Norwegii przez Niemców znalazł się na emigracji we Włoszech. W tym kraju zapoznał się z religią katolicką stając się jej gorliwym wyznawcą. W 1941 r. otrzymał chrzest i bierzmowanie w bazylice św. Piotra w Rzymie.
Następnie wstąpił do armii norweskiej, biorąc czynny udział w działaniach wojennych, najpierw w obronie Londynu, a potem w Norwegii, gdzie m.in. uczestniczył w zdobywaniu twierdzy Akershus.
W 1949 r. wstąpił do zakonu cystersów i przebywał w klasztorze w Caldey Island. 21 maja 1957 otrzymał święcenia kapłańskie. 2 lata później został wysłany na studia teologiczne do Rzymu. Po ich ukończeniu wrócił do kraju i został nominowany koadiutorem diecezji Oslo przez papieża Jana XXIII (1962). 24 marca 1963 otrzymał sakrę biskupią i tytuł biskupa tytularnego Rafii.
25 listopada 1964 przejął rządy w diecezji po bp Jacobie Mangersie. Brał czynny udział w obradach soboru watykańskiego II. 26 listopada 1983 zrezygnował z funkcji ordynariusza Oslo po osiągnięciu wieku emerytalnego. Zmarł 20 marca 2008 w Paryżu.